# Nueva Zelanda en los Juegos Paralímpicos de Nueva York y Stoke Mandeville 1984
Nueva Zelanda estuvo representada en los Juegos Paralímpicos de Nueva York y Stoke Mandeville 1984 por un total de trece deportistas, nueve hombres y cuatro mujeres.

## Medallistas
El equipo paralímpico neozelandés obtuvo las siguientes medallas:
| Nombre              | Deporte   | Evento                                    |
| ------------------- | --------- | ----------------------------------------- |
| Oro                 |           |                                           |
| Michelle Hadfield   | Atletismo | 200 m 3 femenino                          |
| Michelle Hadfield   | Atletismo | Pentatlón 3 femenino                      |
| Denise Cook         | Atletismo | Disco C5 femenino                         |
| Denise Cook         | Atletismo | Peso C5 femenino                          |
| Patricia Hill       | Atletismo | Eslalon 2 femenino                        |
| Robert Courtney     | Atletismo | 100 m 4 masculino                         |
| Dennis Miller       | Atletismo | Eslalon 1C masculino                      |
| Roly Crichton       | Natación  | 50 m libre 2 masculino                    |
| Plata               |           |                                           |
| Patricia Hill       | Atletismo | Maratón 2 femenino                        |
| Patricia Hill       | Atletismo | Pentatlón 2 femenino                      |
| Michelle Hadfield   | Atletismo | 100 m 3 femenino                          |
| Michelle Hadfield   | Atletismo | Eslalon 3 femenino                        |
| Denise Cook         | Atletismo | Jabalina C5 femenino                      |
| Denise Cook         | Atletismo | Maza C5 femenino                          |
| Michael O'Callaghan | Atletismo | 1500 m A6 masculino                       |
| Michael O'Callaghan | Atletismo | 5000 m A6 masculino                       |
| Roly Crichton       | Natación  | 25 m mariposa 2 masculino                 |
| Roly Crichton       | Natación  | 200 m libre 2 masculino                   |
| Bronce              |           |                                           |
| Graham Condon       | Atletismo | Eslalon 2 masculino                       |
| Graham Condon       | Atletismo | Maratón 2 masculino                       |
| David Hynds         | Atletismo | Disco 1C masculino                        |
| Robert Courtney     | Atletismo | King of the straight 100 m 1A-6 masculino |
| Roly Crichton       | Natación  | 100 m estilos 2 masculino                 |
| Equipo              | Natación  | 3 × 50 m estilos 2-4 masculino            |
| Allison Smith       | Tiro      | Rifle de aire integrado femenino          |